# علی حیدر گیلانی
علی حیدر گیلانی (انگلیسی: Ali Haider Gillani؛ زادهٔ 10 May) سیاستمدار اهل پاکستان و فرزند یوسف‌رضا گیلانی، نخست‌وزیر سابق پاکستان است.